# Aribwaung jezik
Aribwaung jezik (aribwaungg, jaloc, yalu; ISO 639-3: ylu), austronezijski jezik jezične podskupine busu, kojim govori oko 1 000 ljudi (1994) u dolini donjeg toka rijeke Markham, provincija Morobe, Papua Nova Gvineja. 
Glavno središte je selo Yalu (u jeziku yabem nazivano Jaloc.

## Vanjske poveznice
- Ethnologue (14th)
- Ethnologue (15th)